# Pasang
Pasang är en tibetansk kommunistisk politiker. Hon gick med i Kinas kommunistiska parti 1959 och arbetade länge som lärare och inom det tibetanska kvinnoförbundet. Under kulturrevolutionen fick hon en framskjuten ställning och var en av tre etniska tibetaner i den revolutionära kommittén i Tibet, som sattes upp för att ersätta den civila regeringen.
Pasang är den enda tibetanska kvinnan som uppnått en ledande politisk ställning i den autonoma regionen Tibet, men hennes egentliga inflytande har bedömts som relativt litet. Hon lyckades överleva omvälvningarna efter de Fyras gäng störtades 1976 och var ledamot i Centralkommittén i Kinas kommunistiska parti 1973-1987 och Nationella Folkkongressens stående utskott 1975-1986.